# Музей музыки (Париж)
Музей музыки (фр. Musée de la musique) — государственный музей музыкальных инструментов в Париже. Основу коллекции музея составила коллекция инструментов Парижской консерватории. Это, главным образом, инструменты для исполнения классической и популярной музыки: итальянские лютни и скрипки (Страдивари, Гварнери, Амати), французские и фламандские клавесины, французские пианино фирм «Erard» и «Pleyel», инструменты Адольфа Сакса.
Инструменты представлены по эпохам и категориям. Выдаваемые на входе в музей аудионаушники дают возможность послышать музыку, исполняемую на представленных в экспозициях музыкальных инструментах.
Музей музыки является частью парижского Музыкограда, объединяющего целую группу музыкальных учреждений в квартале Ла Виллет 19-го округа Парижа.
Музыкоград построен архитектором Кристианом де Портзампарком и торжественно открыт в 1995 году.

## Изображения

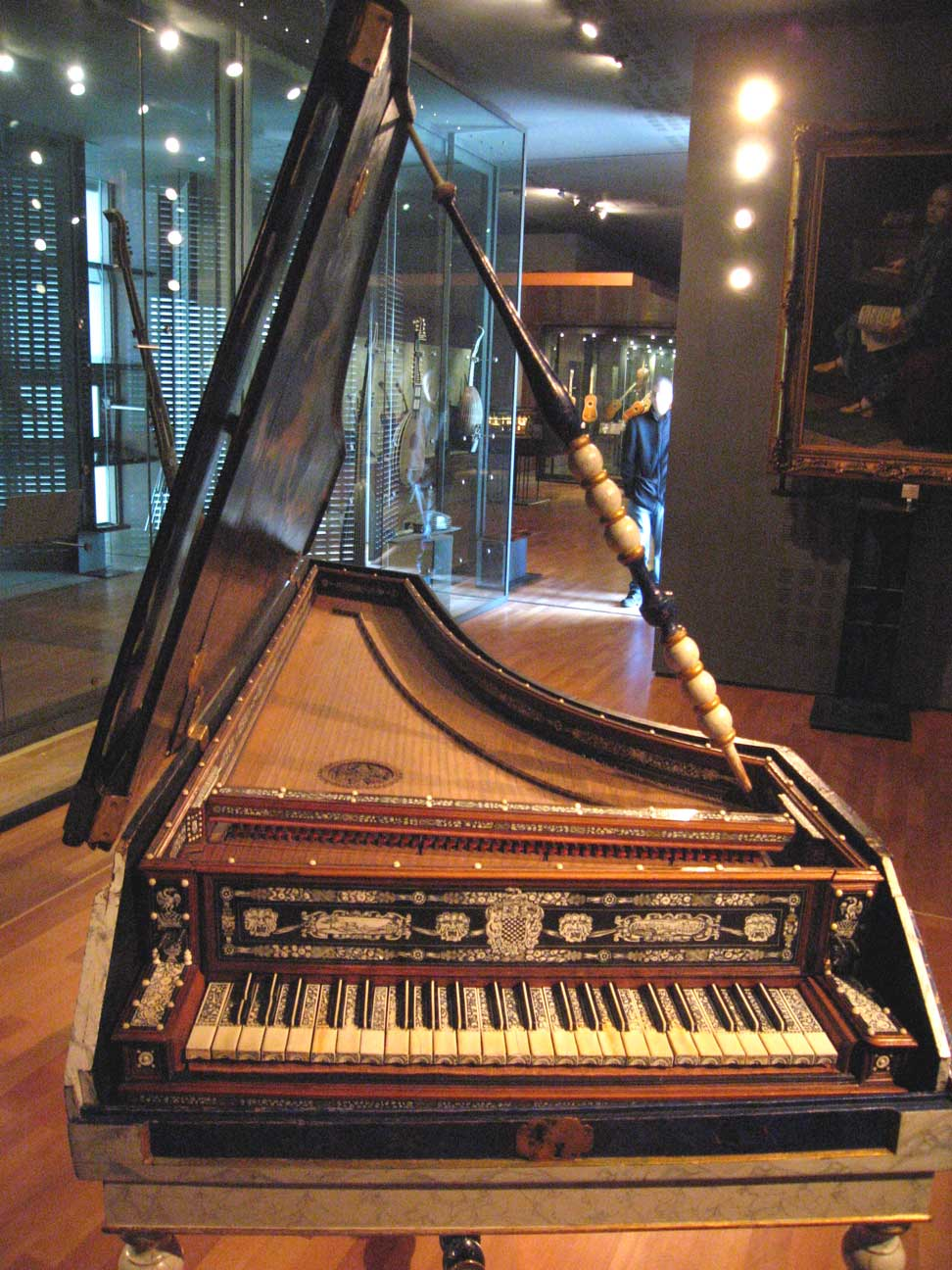
Клавесин, 1677, Болонья, Италия
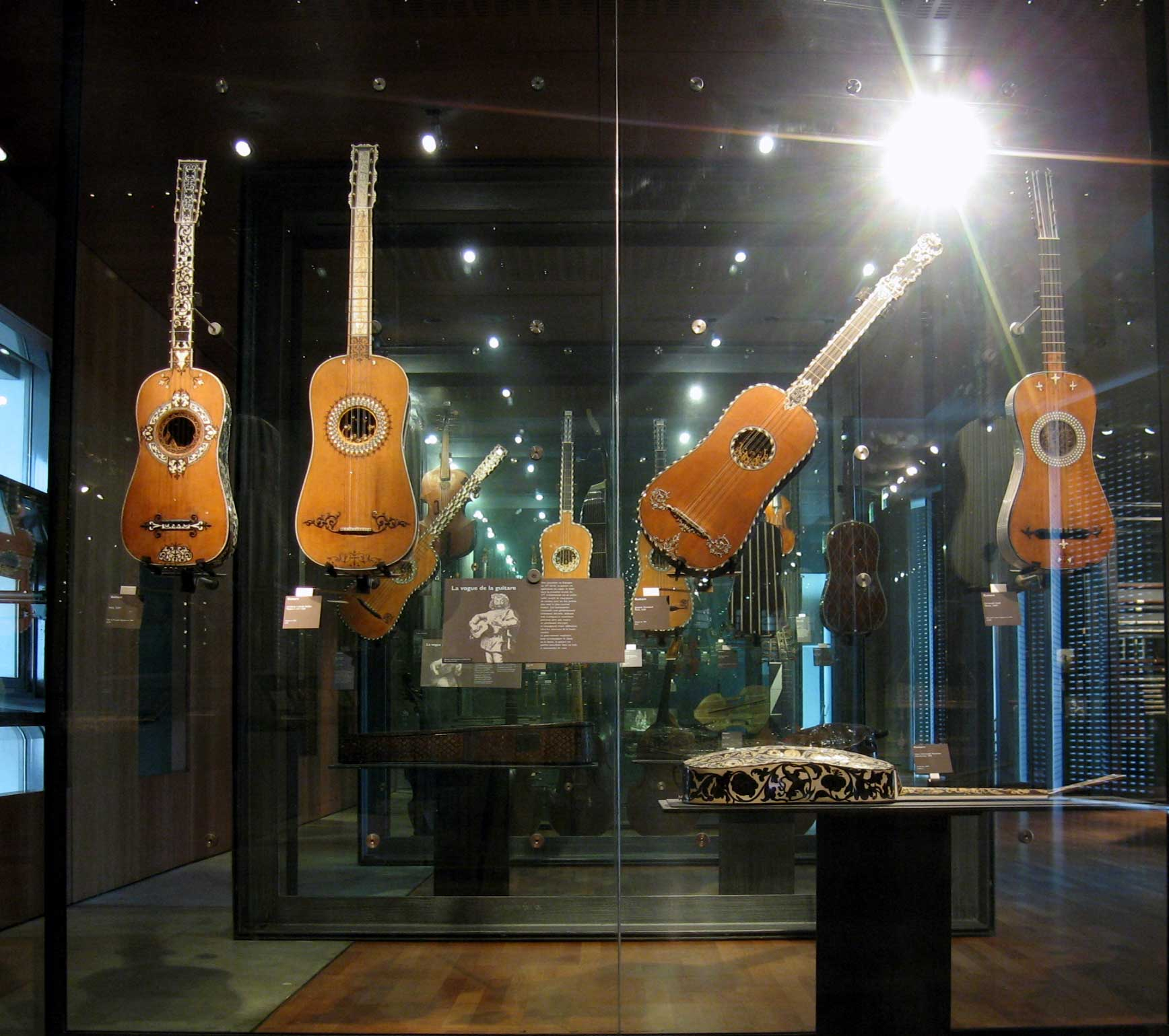
Гитары XVII века
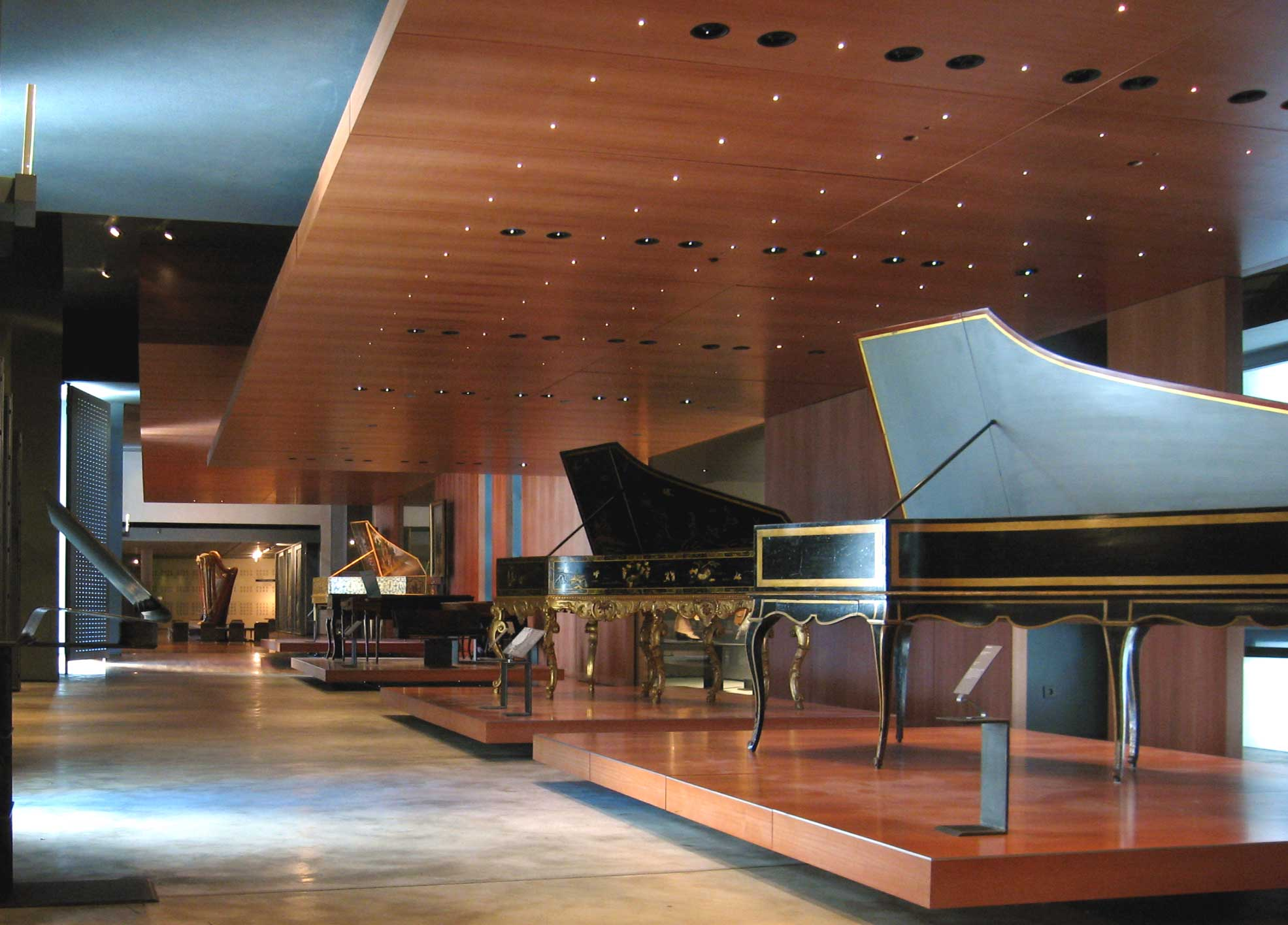
Клавесины 2-й половины XVIII века
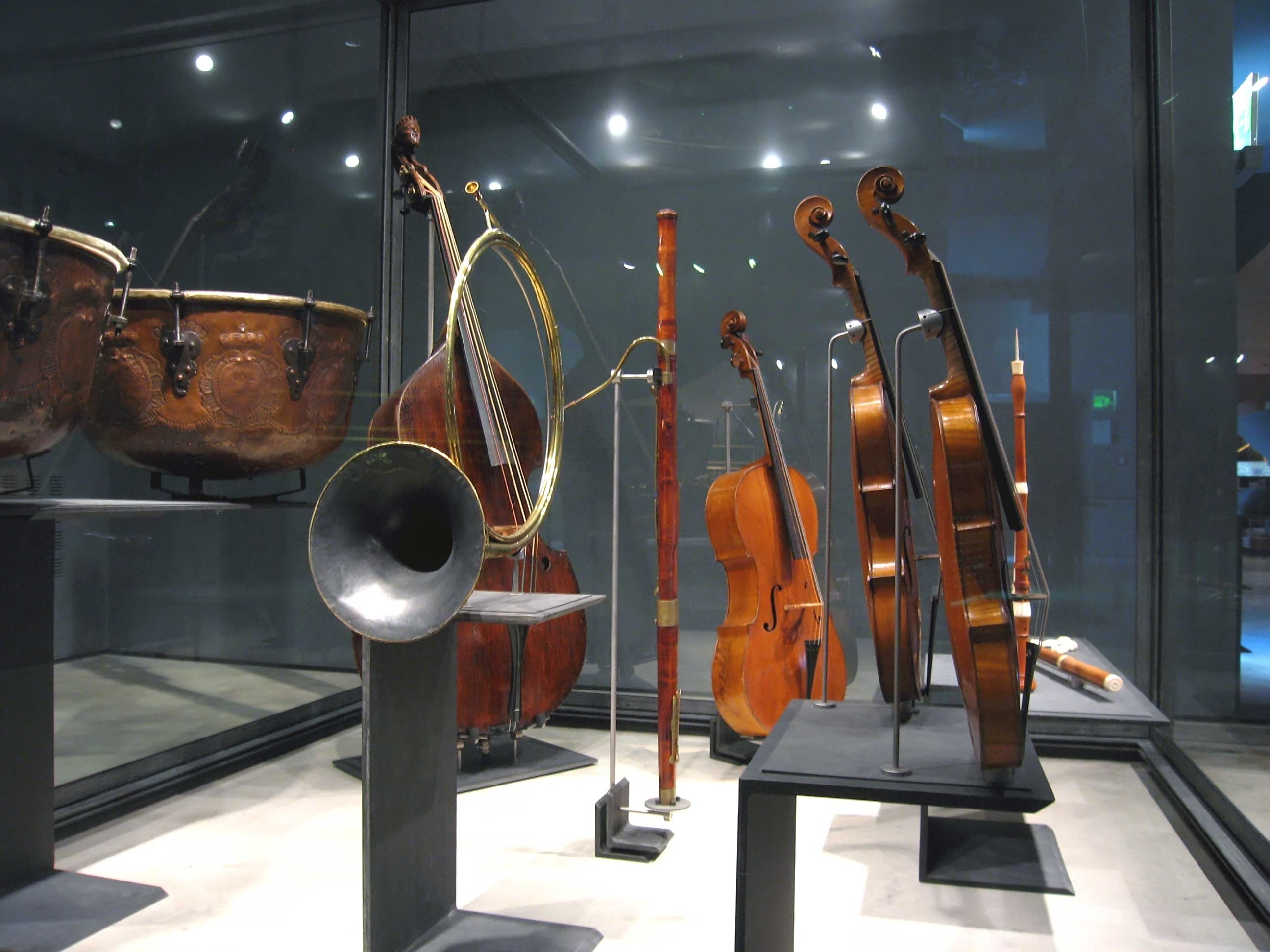
Инструменты XVIII века, на первом плане охотничий рог
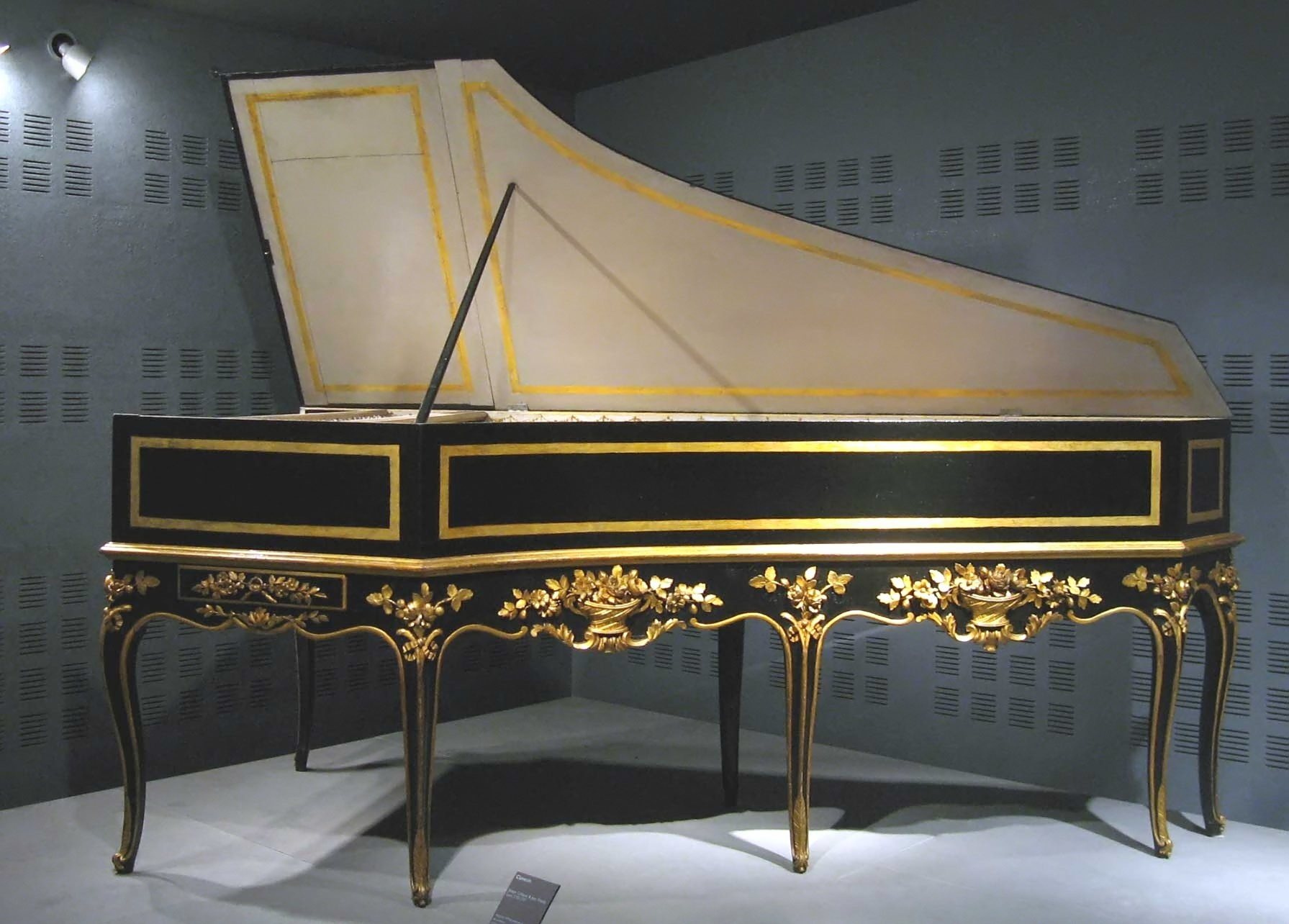
Старинный рояль
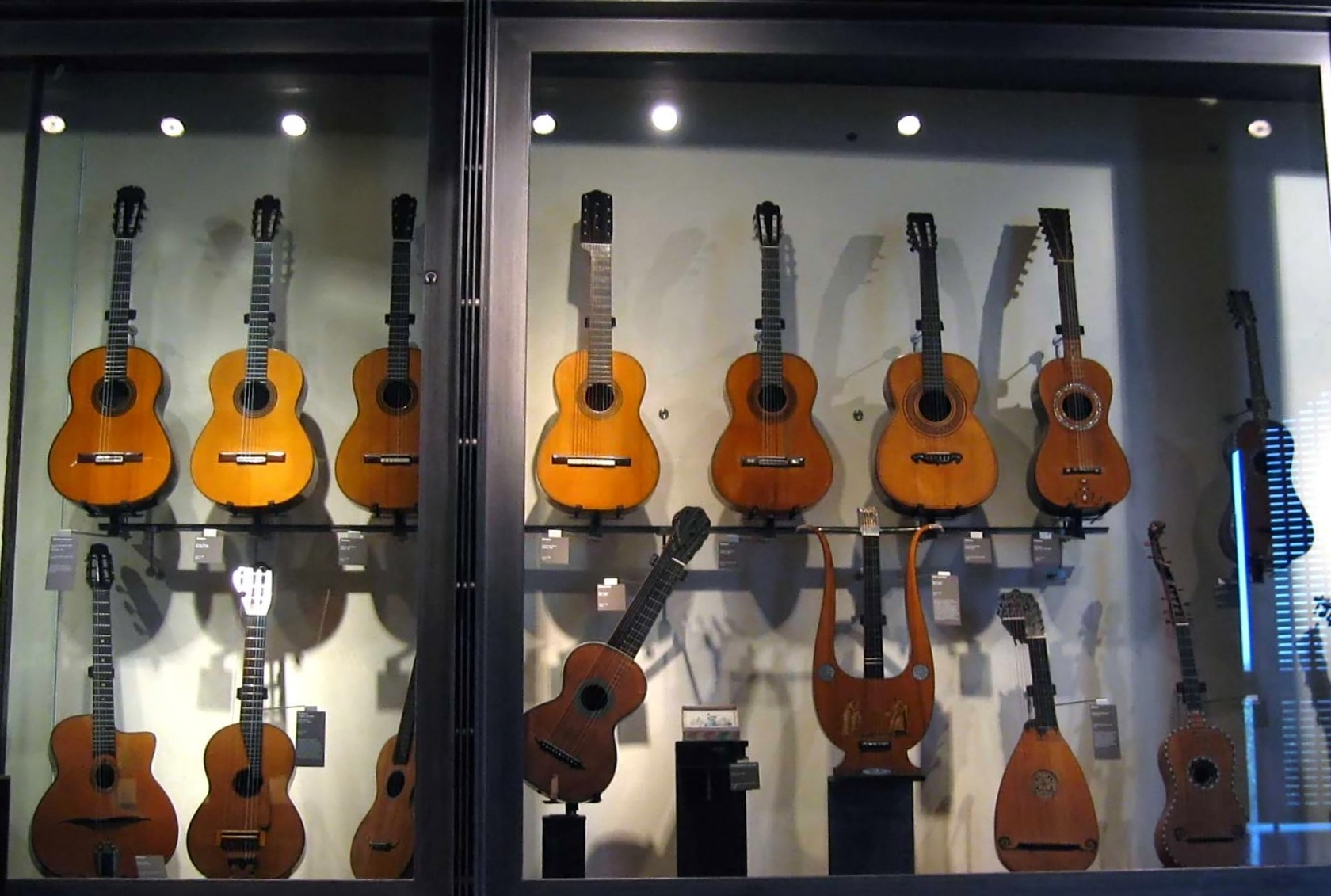
Витрина с гитарами
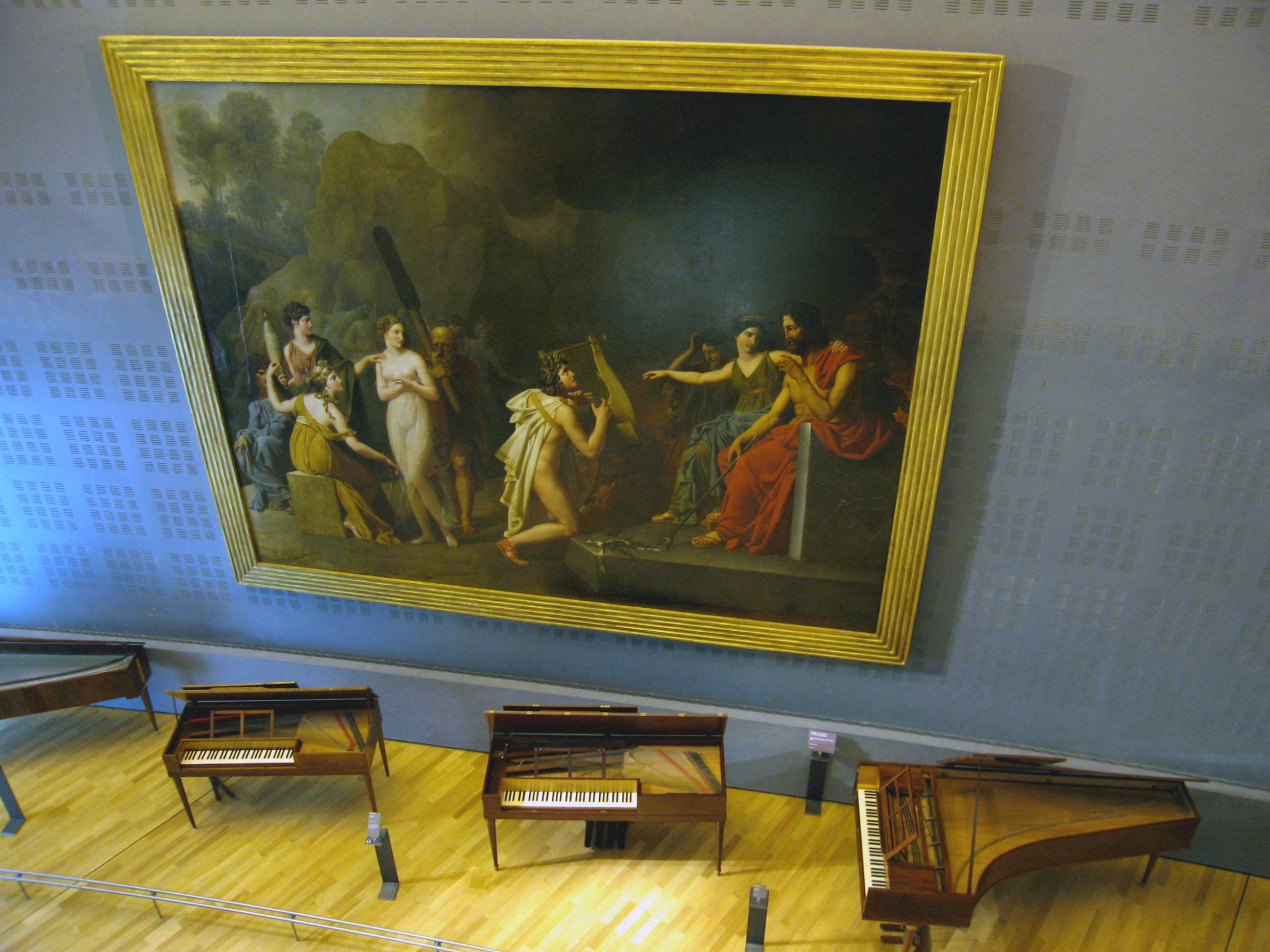
Фортепиано начала XIX века